# Slavkov u Brna
Slavkov u Brna (în germană Austerlitz) este un oraș în Republica Cehă. Localitatea a devenit cunoscută prin Bătălia de la Austerlitz , care a avut loc la sud-vest de oraș și a fost încheiată cu victoria lui Napoleon Bonaparte. Locul bătăliei a avut loc în jurul dealului Pracký kopec cu altitudinea de 324 m deasupra n.m. între orașele Újezd u Brna și Slavkov u Brna.